# Castell d'Ardesa
El Castell d'Ardesa és un edifici de Rubió (Anoia) declarada Bé Cultural d'Interès Nacional.

## Descripció
Es desconeix la ubicació exacta d'aquest castell, el qual se situaria en la zona on hi ha l'església de Sant Pere d'Ardesa, al puig de Sant Miquel. Allà resten petits fragments de murs, alguns d'ells amb argamassa.

## Història
És un castell termenat, documentat per primera vetada el 1192.